# 地球!ジオグラTV
『地球!ジオグラTV』（ちきゅう ジオグラティービー）は、2007年10月13日から2008年2月9日までTBS系列で放送されたTBS製作の教養ドキュメントバラエティ番組である。全13回。

## 概要
基本的には毎週土曜 19:56 - 20:54 (JST) に放送され、初回と最終回では 19:00 - 20:54 の2時間拡大版で放送された。
TBSでも「バラエティ」に分類されているが、実質ドキュメンタリー番組の要素の割合が大きい番組となった。世界中から集めた厳選映像を、毎回MC（プレゼンター）が「マエセツ」という形でプレゼンするほか、専門家による映像の解説などが行われた。
初回の視聴率は前番組の『キャプテン☆ドみの』よりやや高い9.4%を記録したものの、2回目では6.1%と一気に低下。3回目では10.8%と二桁台を記録して持ち直しを見せるものの、それ以降は視聴率の低下に歯止めをかけることはできず、2008年2月9日放送のスペシャル回をもって打ち切られた。

## 出演者
- MC（プレゼンター）：生瀬勝久、ビビる大木、知花くらら
- 映像コンシェルジュ（番組ご意見番）：荒俣宏

## スタッフ
- ナレーション：窪田等
- 構成：佐藤雄介、田中伊知郎、吉村幹彦
- 技術：Pro Cam（内田一吉）
- 翻訳：山口亜希、石川史朗、上田訓子、小野千春、川本麻衣子、渡邉優子、平田綾子
- 編集：福栄臣朗
- EED・MA：Pro Cam、OMNIBUS JAPAN
- タイトル：メディアコ
- CG制作：image
- 収録スタジオ：TMC砧スタジオ
- 音響効果：太田光則
- 美術プロデューサー：杉浦仁
- 美術デザイン：鈴木直人
- 美術制作：町山充洋
- 装置：相良比佐夫
- 大道具操作：岩尾匡介
- 装飾：田村健治
- 電飾：真鍋明、森田光俊
- ヘアメイク：後藤満紀子
- スタイリスト：笠本ゑり子（コムレック）
- 宣伝：大下慎太郎
- TK：岡田紗代子
- 編成：福士洋通、竹中優介
- AD：渡部織映、中川達郎、中島英介、寺久保倫、萩野谷剛、新宮原敦
- AP：高橋かやの、片山聡子
- ディレクター：春日孝夫、大浦剛、中原英貴、渡辺泰裕、小林信子、花田貴昭、昼間達樹、川崎敬
- 総合演出：鴨下潔
- プロデューサー：富田茂、深澤彩
- 制作：TBS-V
- 製作：TBS